# Un lapin hors norme

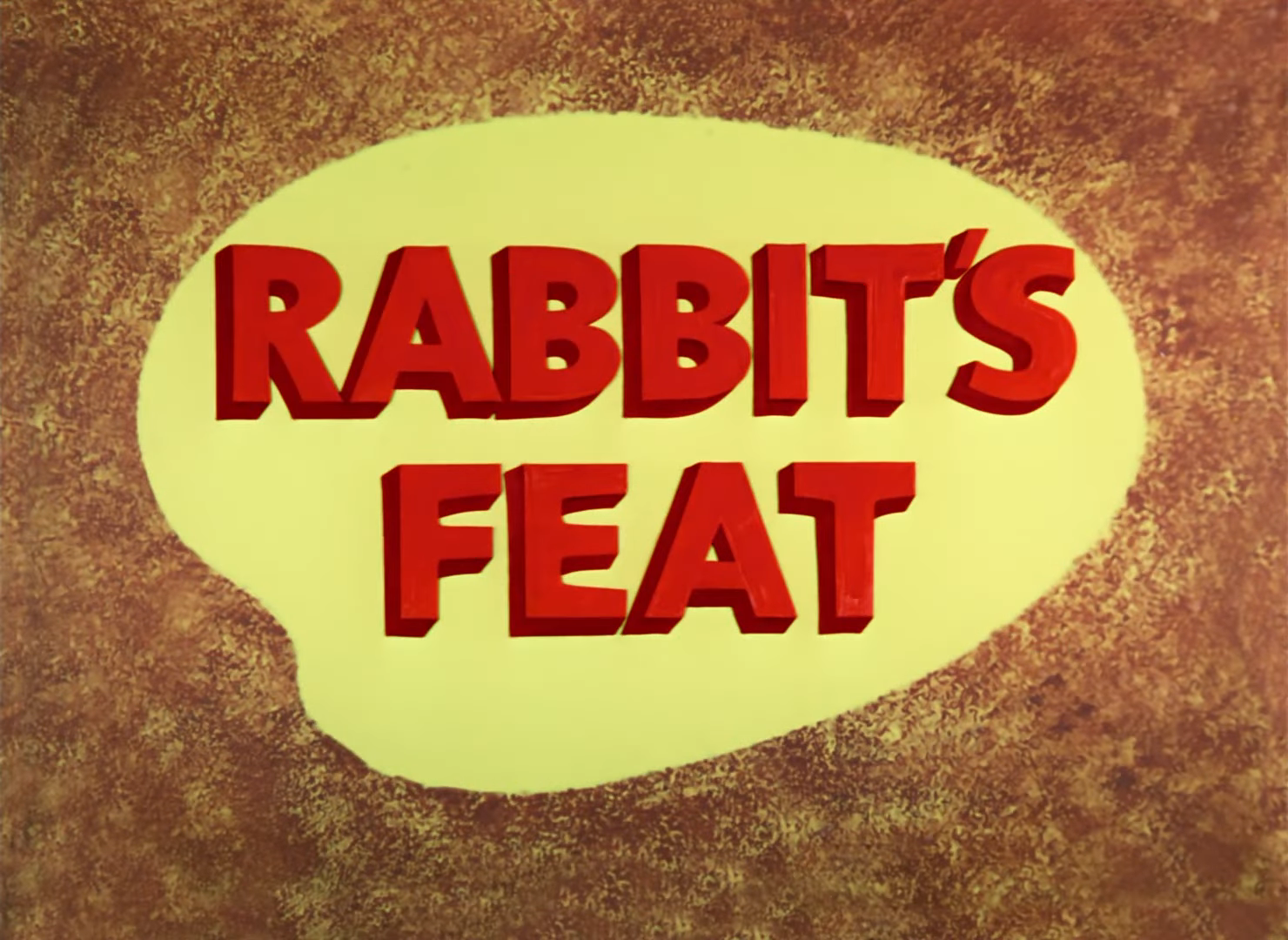

Un lapin hors norme (Rabbit's Feat) est un cartoon réalisé par Chuck Jones, sorti en 1960. Il met en scène Bugs Bunny et Vil Coyote.